# Paolo Spingardi
Il conte Paolo Spingardi (Felizzano, 2 novembre 1845 – Spigno Monferrato, 22 settembre 1918) è stato un generale, politico e dirigente sportivo italiano, deputato e senatore del Regno d'Italia, ministro della guerra durante la guerra di Libia e negli anni precedenti il primo conflitto mondiale.

## Biografia
Partecipò alla Terza guerra d'indipendenza come sottotenente dei granatieri. Divenne poi docente di topografia alla Scuola di Guerra di Torino.

### Carriera militare
Nel 1887 fu trasferito al Ministero della guerra. Tornò, quindi, alla Scuola di guerra nel 1892, come comandante in seconda. Nel 1899 di nuovo a Roma come Direttore generale dei Servizi amministrativi presso il ministero, col grado di maggiore generale. Sempre a Roma fu comandante della Brigata Basilicata.

### Sottosegretario
Divenuto Ministro della Guerra il Pedotti, con il secondo governo Giolitti, questi lo scelse come suo sottosegretario. Mantenne l'incarico (insieme al Pedotti) nei governi Tittoni e Fortis I.

### Deputato e senatore
Ormai aduso all'ambiente romano, e vicino a Giolitti, Spingardi venne candidato nel collegio di Anagni nel 1904 ed eletto deputato. Più avanti venne nominato senatore dal Re.

### Comandante generale dell'Arma dei Carabinieri
Promosso Tenente generale, comandò la piazza militare di Messina. Poi Comandante Generale dell'Arma dei Carabinieri dal 16 febbraio 1908 al 30 aprile 1909. Un incarico squisitamente politico, che segnalava la vicinanza dello Spingardi al Giolitti.
Come Comandante Generale, in ogni caso, ebbe modo di mostrare le proprie qualità in occasione dei soccorsi seguito al terremoto di Messina, occorso il 28 dicembre 1908. A sigillo del lavoro svolto, la bandiera dell'Arma venne decorata di una nuova medaglia d'oro.

### Ministro della Guerra
Divenne Ministro della Guerra l'11 dicembre 1909, con il Governo Sonnino II, a sostituire il ministro Casana, il primo civile a ricoprire l'incarico, particolarmente inviso ai militari. Mantenne l'incarico con i governi Luzzatti e Giolitti IV. Fu lui che limitò la leva a soli due anni per tutte le armi, diede un importante contributo all'ammodernamento dell'esercito, con nuove artiglierie, aeroplani e dirigibili e qualche mitragliatrice. Durante il suo lungo ministero, Spingardi portò a termine un'importante riorganizzazione dell'esercito italiano, pur avendo a disposizione limitate risorse finanziarie, giusto alla vigilia dello scoppio della grande guerra.
Ricoprì anche il ruolo di ministro della guerra all'epoca della conquista della Libia. A seguito di questa, nel 1912 fu insignito del collare dell’Annunziata, massima onorificenza di casa Savoia, e nel 1913 gli fu conferito dal sovrano il titolo comitale.

### Dirigente sportivo della S.P. Lazio
Appassionato sportivo, fu eletto presidente della sezione premilitare della S.P. Lazio nel 1909, rimanendo per anni nei quadri dirigenziali del sodalizio biancoceleste anche nelle vesti di consigliere.

### Esito
Entrato in carica il primo Governo Salandra, nel marzo 1914, venne sostituito al Ministero dal Grandi. Ma venne ricompensato, nel maggio 1915, con il comando del Corpo d'armata di Milano: ebbe, qui, la sfortuna di dover fronteggiare, sin dai primi giorni, le grandi manifestazioni interventiste, contrarie alla neutralità italiana. Venne accusato di non aver reagito abbastanza duramente e rimosso, insieme al prefetto Carlo Panizzardi.
Poco d'appresso, entrata l'Italia nella grande guerra, Spingardi fu a capo dell'istituto militare per la gestione del problema dei prigionieri di guerra austro-ungarici presenti sul territorio italiano. Proprio durante una visita ad un campo di prigionia (all'Asinara) contrasse un'infezione malarica, che lo portò alla morte.
Gli è dedicata una scuola elementare a Spigno Monferrato, in provincia di Alessandria.